# Masayoshi Takanaka
Masayoshi Takanaka (Tokyo, 27 marzo 1953) è un chitarrista giapponese.

## Biografia
Masayoshi Takanaka è nato da padre cinese e madre giapponese. Suo padre si trasferì in Giappone da Nanchino, in Cina, dopo la seconda guerra mondiale e sposò sua madre, il cui cognome era Takanaka. Masayoshi è nato nel quartiere di Akabane, ma si trasferì presto a Oimachi, nel quartiere di Shinagawa. Masayoshi è stato naturalizzato in Giappone quando frequentava la quarta elementare e ha cambiato il suo nome da Masayoshi Liu a Masayoshi Takanaka.

## Carriera
Debutto
Masayoshi Takanaka era già attivo nel 1970 e dall'età di 17 anni ha partecipato come chitarrista in The Evil e ha iniziato la sua carriera professionale nel 1971 suonando chitarra e basso nella band prog rock Flied Egg con la casa discografica Vertigo. Durante il suo debutto professionale, è stato costretto a suonare il basso contro la sua volontà. Ha preso lezioni giornaliere da Shigeru Naruke, che gli ha insegnato le basi della teoria musicale e del suonare la chitarra. Allo stesso tempo, ha iniziato a lavorare come musicista di studio come bassista tramite l'introduzione di Naruke.
Membro della Sadistic Mika Band
Nel 1972, dopo lo scioglimento dei Flied Egg, si unì alla Sadistic Mika Band formata da Kazuhiko Kato e da lì iniziò a lavorare come chitarrista professionista. La band si è frammentata dopo il divorzio di due dei suoi membri principali. Dopo lo scioglimento della Sadistic Mika Band nel 1975, ha formato i Sadistics con i membri rimanenti della band: Yukihiro Takahashi, Tsugutoshi Goto e Yutaka Imai. L'anno successivo, nel 1976, ha pubblicato il suo primo album da solista, Seychelles, e da allora ha continuato a perseguire le attività soliste e dei Sadistics. Gli altri membri si sono dedicati anche alle attività soliste, e poiché tutti hanno iniziato a dare maggior peso alle loro attività da solisti, i Sadistics si sono sciolti nel 1978, apparentemente scomparendo naturalmente.
Carriera solista
Dopo lo scioglimento dei Sadistics, ha iniziato a lavorare come artista solista, pubblicando uno o due album da solista ogni anno, composti principalmente da sue canzoni originali e brani strumentali per chitarra. Takanaka ha pubblicato il suo primo album da solista, Seychelles. Negli anni '70 e '80, Takanaka ha continuato la sua produzione, pubblicando oltre venti album e singoli con Kitty Records fino al 1984 e con EMI dal 1985 al 2000. Nel 2000 ha fondato la sua etichetta discografica, Lagoon Records.
Takanaka è conosciuto per le sue chitarre eccentriche, tra cui una Fender Stratocaster color oro. Ha anche una chitarra Yamaha SG di colore "lago blu", che suona durante le esibizioni dal vivo.
Ha collaborato con diversi altri artisti musicali, in particolare Santana e Roxy Music. Il suo brano del 1981 "Penguin Dancer" è stato campionato da Grimes nella sua canzone "Butterfly" nel 2015. La sua popolare canzone del 1979 "Blue Lagoon" è stata nominata la 14ª miglior canzone strumentale per chitarra da Young Guitar Magazine nel 2019 e sempre dalla stessa rivista è stato nominato tra i migliori chitarristi della storia.

## Discografia

### Album in studio
- Seychelles (1976)
- Takanaka (1977)
- An Insatiable High (1977)
- Brasilian Skies (1978)
- On Guitar (1978)
- All of Me (1979)
- Jolly Jive (1979)
- Finger Dancing (1980)
- T-Wave (1980)
- The Rainbow Goblins (1981)
- Alone (1981)
- Saudade (1982)
- Can I Sing? (1983)
- 夏・全・開 (Open All Summer) (1984)
- Traumatic - Far Eastern Detectives (1985)
- Jungle Jane (1986)
- Rendez-Vous (1987)
- Hot Pepper (1988)
- Gaps! (1989)
- Nail the Pocket (1990)
- Fade to Blue (1992)
- Aquaplanet (1993)
- Wood Chopper's Ball (1994)
- Guitar Wonder (1996)
- The White Goblin (1997)
- Bahama (1998)
- Walkin' (1999)
- Hunpluged (2000)
- Guitar Dream (2001)
- The Moon Rose (2002)
- Surf & Turf (2004)
- Summer Road (2009)
- Karuizawa Daydream (2010)
- 40th Year Rainbow (2011)